# Can Sastregener
Can Sastregener és un edifici de Ventalló (Alt Empordà) protegit com a bé cultural d'interès local. Està situat dins del nucli urbà de la població de Ventalló, a la part nord-oest del terme, amb la façana principal orientada al carrer de l'Església i adossada a l'església parroquial de Sant Miquel de Ventalló.

## Descripció
És un edifici entre mitgeres, de grans dimensions i planta més o menys rectangular, format per diversos cossos adossats. Presenta les cobertes de teula a un i dos vessants, disposades a diferent nivell, i està distribuït en planta baixa i pis. La façana principal presenta un gran portal d'accés a la planta baixa, d'arc de mig punt bastit amb grans dovelles de pedra. La resta d'obertures són rectangulars i estan emmarcades amb carreus de pedra. A la planta baixa, tres petites finestres acompanyen el portal. Les del primer pis tenen els ampits treballats i les dues centrals, guardapols motllurat. Són de tipologia renaixentista. Aquestes obertures presenten inscripcions datades: a la finestra del cos més proper a l'església es pot llegir "IOAN IANER ME FECTI 1664". Al seu costat, una altra obertura situada més a l'esquerra diu "SALVADOR SASTRAIENER ME FECIT" i, sota seu l'any 1721. A l'extrem sud de la façana, en una de les petites finestres de la planta baixa, hi ha la data incisa del 1720. La façana posterior està orientada al carrer Reravalls i, al pis, presenta una galeria de set arcs de mig punt bastits amb maons i sostinguts per fines columnes de secció lobulada. A la planta baixa hi ha un portal rectangular emmarcat amb pedra, amb l'any 1731 gravat a la llinda. Destaca un altre cos adossat a la banda nord del conjunt, orientat a la plaça de la Font, més restaurat que la resta.
La construcció és bastida amb còdols de pedra lligats amb morter, amb carreus regulars a les cantonades.

## Història
Sembla que l'actual edifici de Can Sastregener és el resultat de la unificació de diverses construccions que tenen el seu origen en el segle xvi. Les inscripcions que apareixen a les diverses obertures informen de successius moments d'intervenció entre els segles xvi i xvii.